# Hawara
Hawara (in arabo هوارة‎?, Hawāra) oppure Hauwaret è una località egiziana, anche detta Hawara el-Maqtà, nella regione del Fayyum sudorientale sede di un'importante necropoli del Medio Regno databile attorno al 1844 - 1797 a.C.

Ad Hawara si trova la seconda piramide delle due erette da Amenemhat III ma che risulta essere la più importante per le innovazioni architettoniche usate e che influenzeranno le costruzioni delle ultime piramidi.

La piramide di Hawara è molto rovinata ed oggi residua solo un gigantesco cumulo formato da milioni di mattoni ed è rovinato anche il suo Tempio funerario detto Labirinto di Meride del quale ci sono pervenuti solo piccoli frammenti e tratti di muro essendo entrambi serviti come cava di pietra fin dal tempo dei Romani. 

A sud del complesso piramidale di Amenemhat III, si trova la tomba della principessa Neferuptah, sposa favorita del sovrano.

Ma la località resta celebre per la scoperta, di Flinders Petrie, nel 1888 dei 146 ritratti dipinti usati come maschere funerarie, conservati oggi al Museo del Cairo e conosciuti come Ritratti del Fayyum.